# Оттенсхайм
Оттенсхайм (нем. Ottensheim) — ярмарочная коммуна (нем. Marktgemeinde) в Австрии, в федеральной земле Верхняя Австрия.
Входит в состав округа Урфар. Население составляет 4457 человек (на 31 декабря 2005 года). Занимает площадь 12 км². Официальный код — 41617.

## Фотографии

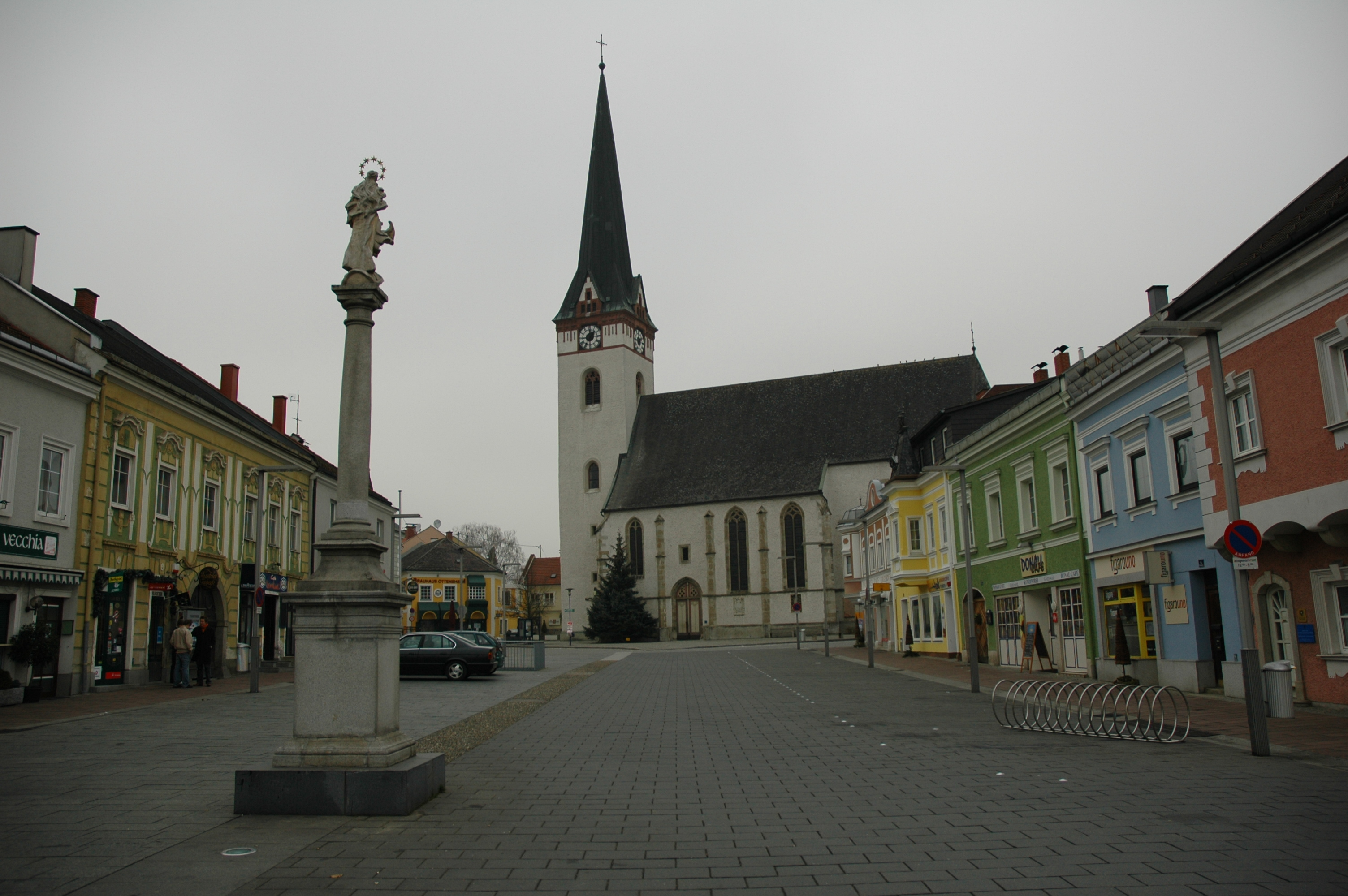
Рыночная площадь
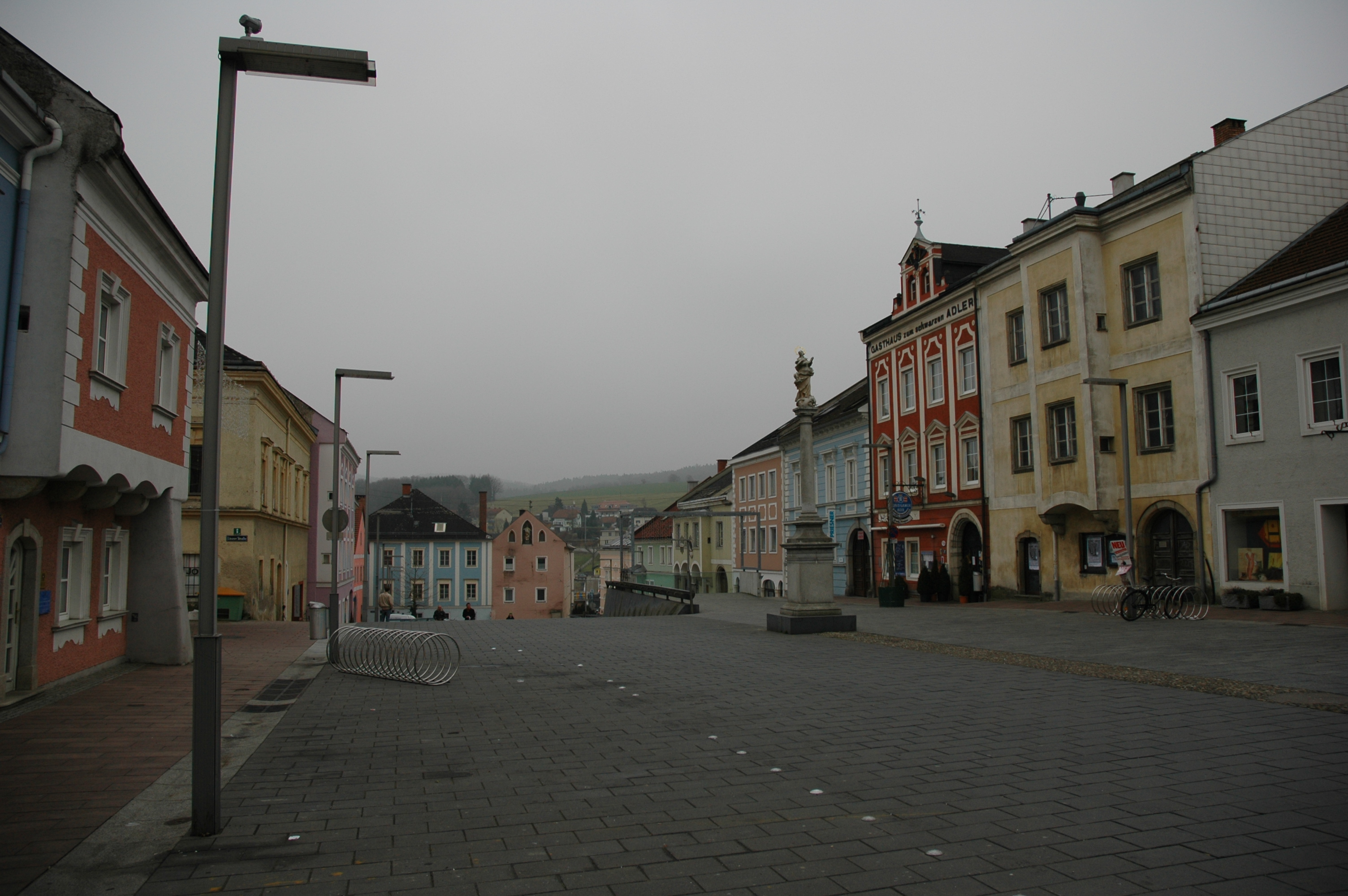
Рыночная площадь
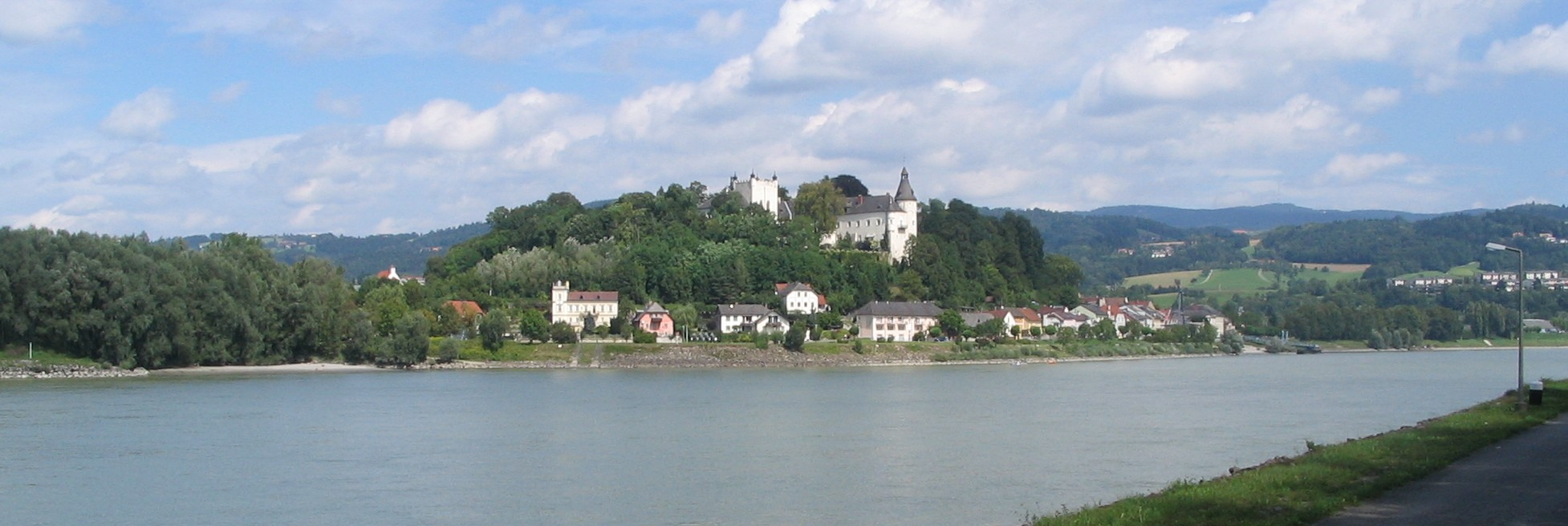
Замок
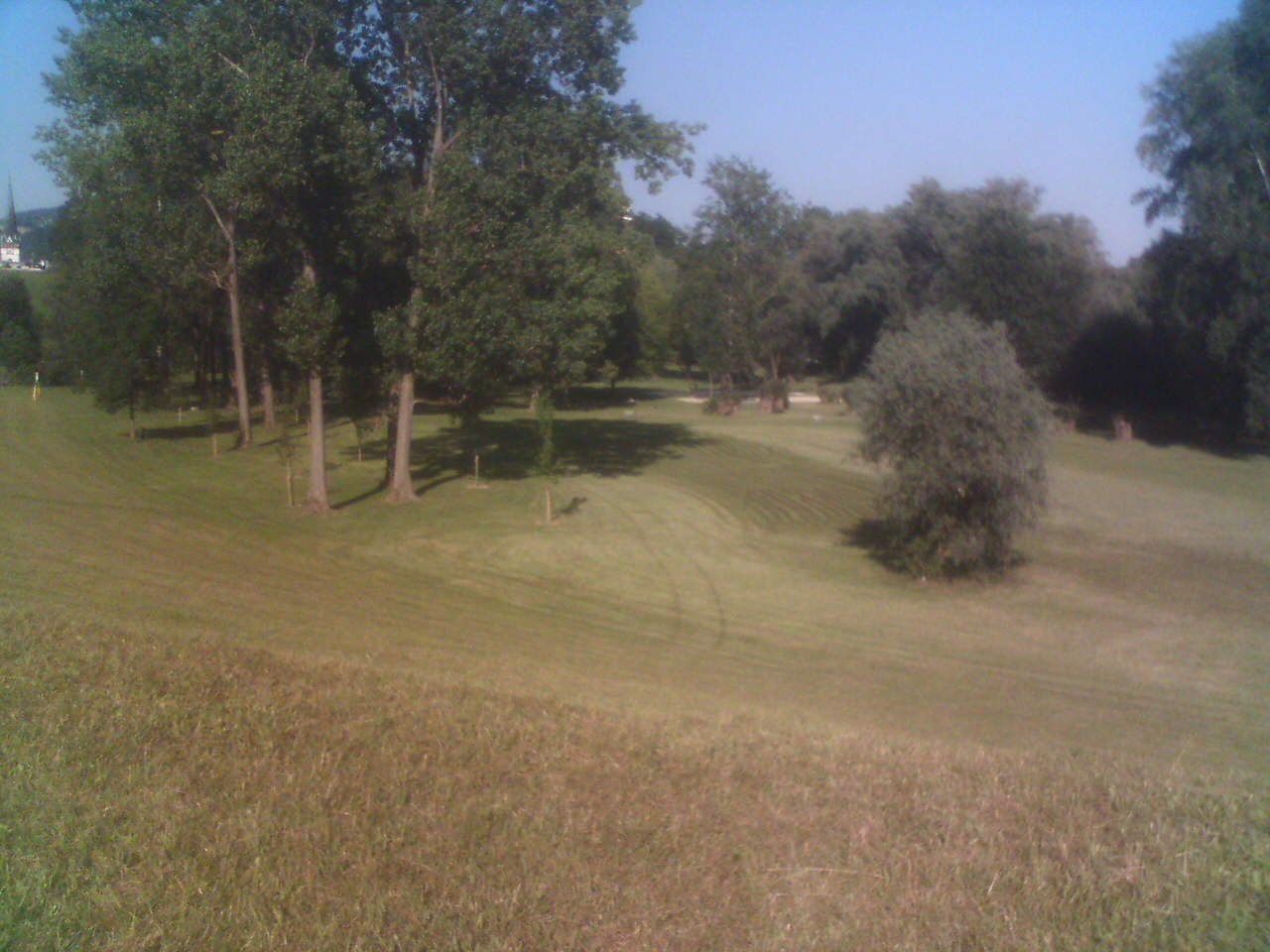
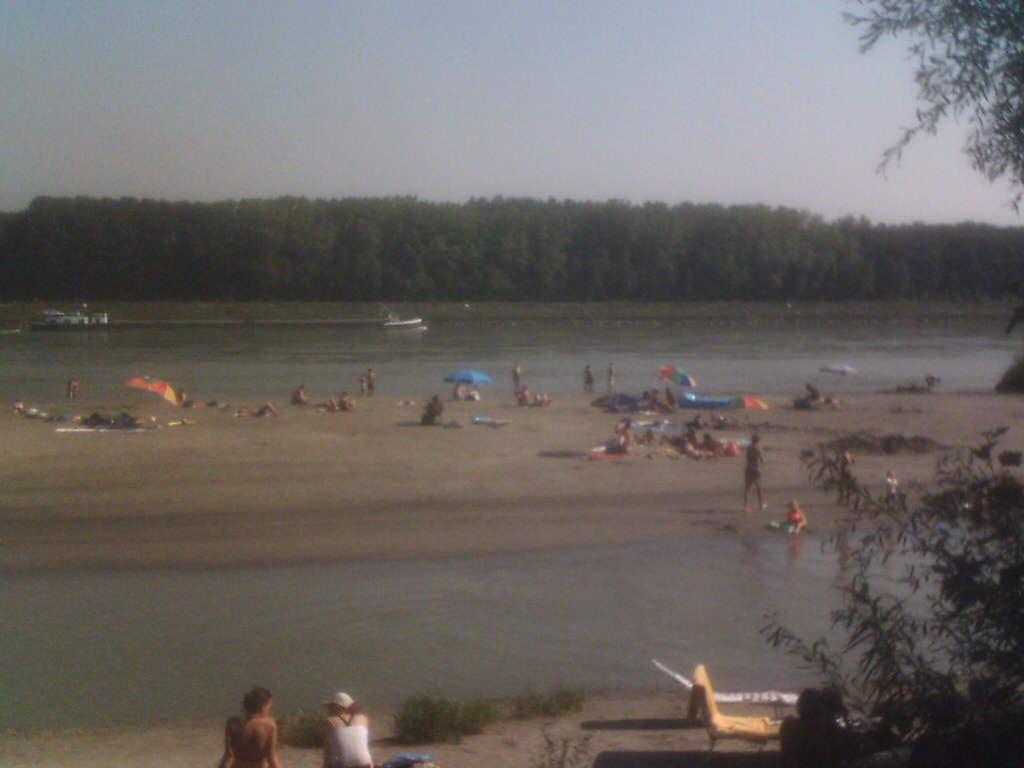
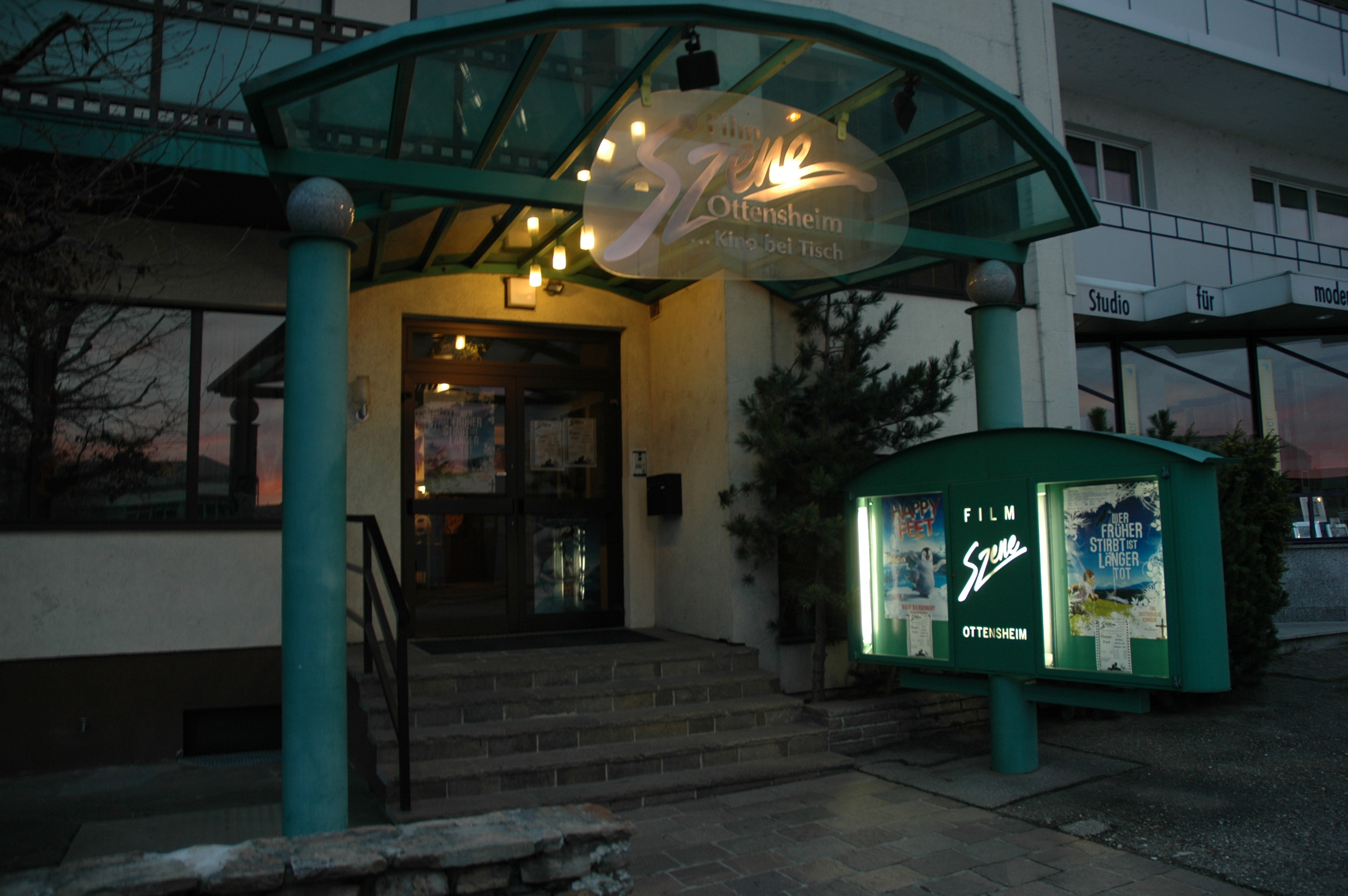
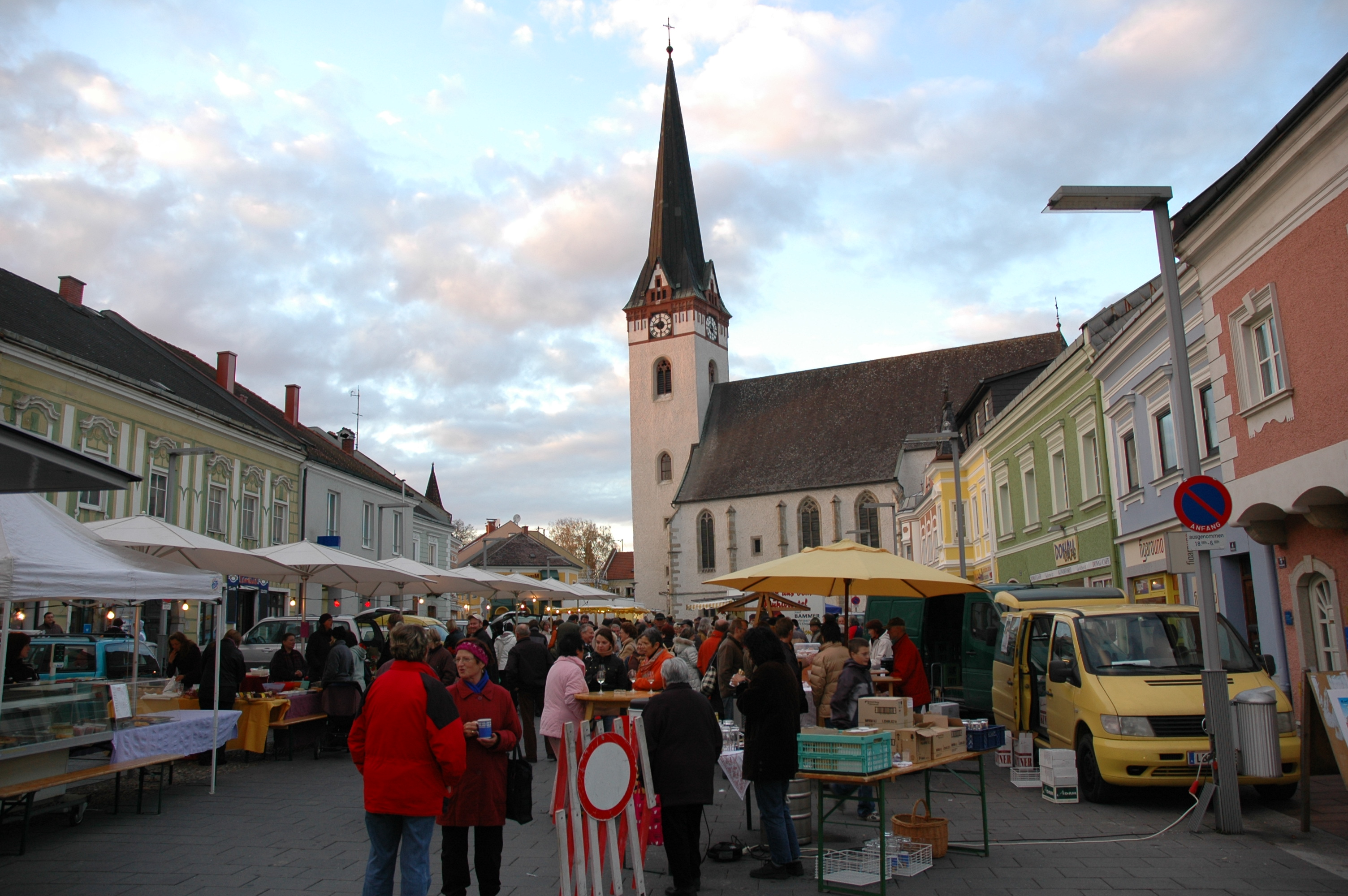
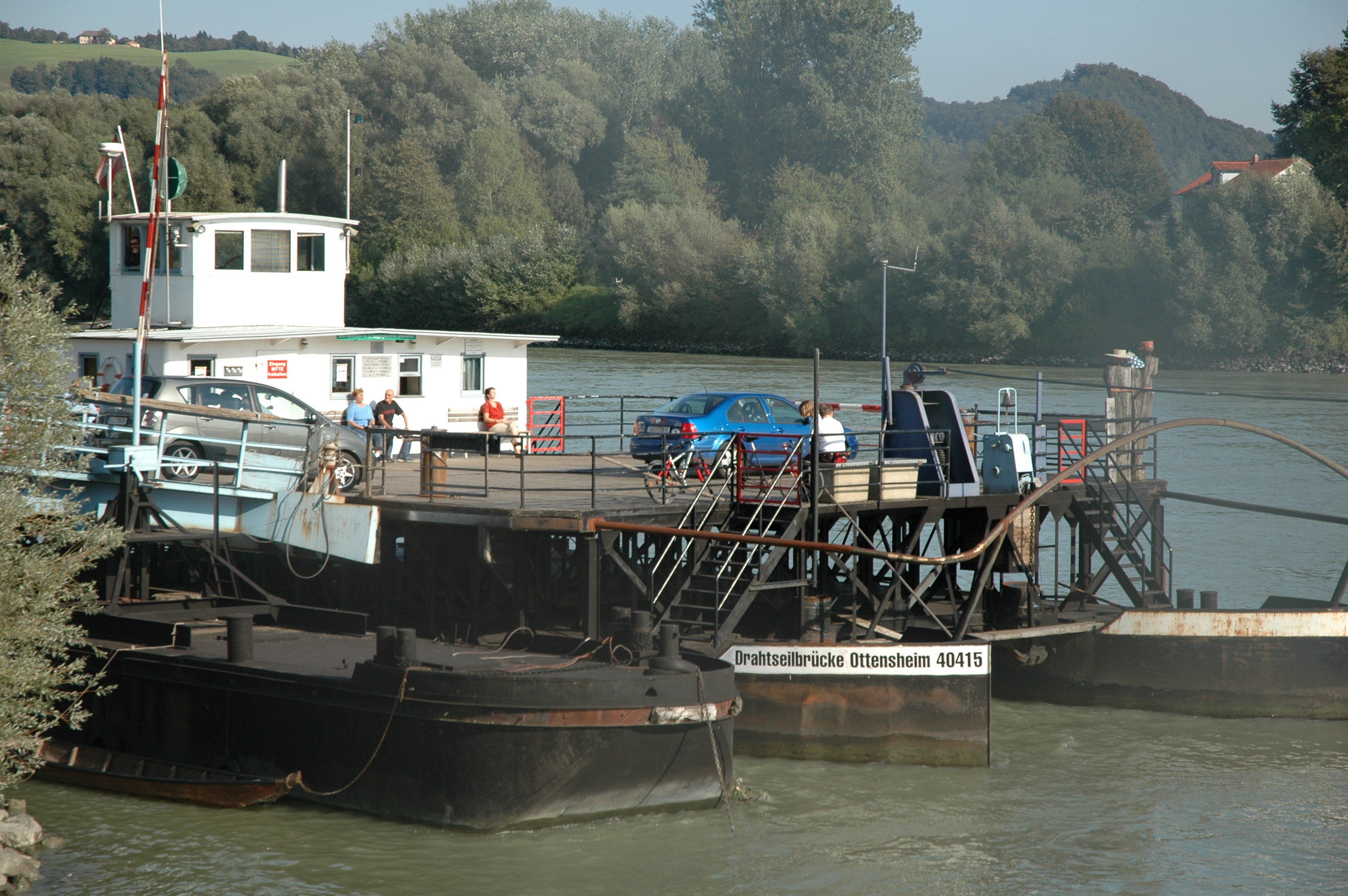

## Политическая ситуация
Бургомистр коммуны — Ульрике Бёкер (pro O) по результатам выборов 2003 года.
Совет представителей коммуны (нем. Gemeinderat) состоит из 25 мест.
- АНП занимает 10 мест.
- СДПА занимает 7 мест.
- другие: 7 мест.
- АПС занимает 1 место.